# 深圳市第二看守所
深圳市第二看守所，簡稱第二看守所、二所、深二看，是深圳市属看守所之一（其他为深圳市第一看守所、深圳市第二看守所、深圳市第三看守所、福田区看守所），因位於深圳市福田区上梅林公安街。該所专门看管重刑犯及可能判处无期、死刑的犯罪嫌疑人及深圳海关缉私局专属之走私案件之被告。看守所位于深圳市梅林片区，故又被媒体稱作「梅林看守所」，实际上梅林看守所现实中乃第一看守所、第二看守所、第三看守所、福田区看守所的统称。。

## 簡介
深圳市第二看守所是专门关押死囚和重刑犯的看守所。另外，也是专属收押深圳海关办理的走私案被告。近年來有不少因為從事水貨活動的香港人被關押在此。
看守所内设置了心理咨询室和在押人员发泄室。另设有“阳光电波台”电台，由女管民警主持节目，每天播放。
在押人员被送进看守所后都有其个人账户，亲友可携带身份证到看守所办理存钱手续，供在押人员购物消费。每月最高限额为2,000元人民币。

## 曾遭拘留在此的知名人士
| 香港刑事案件通緝要犯 - 蔡錦輝（尖沙咀卡拉OK縱火案主嫌） - 何孟強（香港"槍王"之称的军火商人） - 葉劍華（劉進圖遇袭案刀手） - 黃志華（劉進圖遇袭案刀手） | 中国大陆民运人士 - 穆文斌 - 周勇军 - 曾昭亮 | 缅甸电信网络诈骗头目 - 白所成 - 白应苍 |